# Катастрофа MD-11 у Шанхаї (2009)
Катастрофа MD-11 в Шанхаї (2009) — авіаційна катастрофа, що сталася 28 листопада 2009 року. Вантажний літак McDonnell Douglas MD-11F авіакомпанії Avient Aviation виконував плановий рейс SMJ324 за маршрутом Шанхай — Бішкек, але під час вильоту із шанхайського міжнародного аеропорту Пудун хвіст вдарився об землю, а потім літак перелетів кінець злітно-посадкової смуги, впав і приземлився на складі поблизу злітно-посадкової смуги. Літак списали. Загинуло 3 з 7 членів екіпажу, а інші 4 члени екіпажу отримали поранення.